# Binance
Binance – giełda kryptowalut z siedzibą na Kajmanach, założona w 2017 roku. Według danych z 12 czerwca 2021 roku była to największa na świecie kryptogiełda pod względem wolumenu obrotu.
Nazwa firmy wywodzi się od kontaminacji angielskiej nazwy "Binary Finance".
Firma wprowadziła również na rynek Binance Coin (BNB), autorską kryptowalutę stworzoną w 2017 roku oraz stablecoin BUSD oparty w proporcjach 1:1 na dolarze amerykańskim. W czerwcu 2021 roku Binance Coin był czwartą kryptowalutą pod względem kapitalizacji rynkowej, ustępując Bitcoinowi, Ethereum i Tetherowi.
Giełda jest również zabezpieczona pod kątem hacków i kradzieży środków klientów. Jedyny taki incydent wydarzył się w maju 2019 roku, kiedy to z giełdy skradziono bitcoiny o wartości około 32 mln USD. Pomimo faktu, że środków nie udało się odzyskać, giełda zwróciła środki klientom ze swojego funduszu tworzonego właśnie na wypadek takich sytuacji. Po tym zdarzeniu Binance znacznie podniósł poziom swoich zabezpieczeń i przeszedł zewnętrzny audyt bezpieczeństwa, w wyniku którego otrzymał certyfikat potwierdzający przestrzeganie norm ISO / IEC 27001.